# Издателство
Издателството или издателската къща е предприятие (държавно, частно или смесено(Хемус)), чиято основна дейност е издаването и разпространението на книги, вестници, списания, също – картини, музикални произведения и други чрез книжарници и директни продажби на потребителите.
Издателството е предприятие, което издава печатни произведения.
Издателството може да се специализира само в една област, например православна литература.
Издателствата действат под едно, основно наименование (търговска марка, бранд) или в комбинация с импринт.
Първото българско издателство е на Христо Г. Данов („Дружествена книговезница“), основано през 1857 г., в гр. Пловдив.
Днес повечето български книгоиздателства и книгоразпространители членуват в Асоциация „Българска книга“ (АБК).